# 比利時國家銀行
比利時國家銀行（荷蘭語：Nationale Bank van België）是比利時的中央銀行，也是歐洲中央銀行的會員之一。比利時國家銀行在形式上是股份公司，總股本40萬股，其中20萬股由國家所有。比利時國家銀行的總裁和理事由比利時國王任命。比利時國家銀行成立於1850年5月5日，曾是比利時法郎的發行單位。

## 外部連結
- 官方网站 （荷蘭語、法語、德語和英語）
- The Scientific Library of the National Bank of Belgium[永久]
- 有关比利時國家銀行在德国经济学中央图书馆（ZBW）20世纪新闻档案中的Documents and clippings about。